# Gewerkschaft Erziehung und Wissenschaft
Die Gewerkschaft Erziehung und Wissenschaft (GEW; voller Name: Gewerkschaft Erziehung und Wissenschaft (Allgemeiner Deutscher Lehrer- und Lehrerinnen-Verband) – Gesamtverband der Lehrerinnen und Lehrer, Erzieherinnen und Erzieher) ist eine Gewerkschaft im Deutschen Gewerkschaftsbund mit Sitz in Frankfurt am Main und einem „Parlamentarischen Verbindungsbüro“ in Berlin. Die GEW ist föderal organisiert und besteht aus 16 Landesverbänden. Sie ist Mitglied der Bildungsinternationale (BI) und des  Europäischen Gewerkschaftskomitees für Bildung und Wissenschaft (EGBW).

## Mitglieder
Die GEW ist die größte Bildungsgewerkschaft Deutschlands; Ende 2018 gehörten ihr 279.389 (78.934 männlich, 200.455 weiblich) Mitglieder an. Größte Landesverbände der GEW sind Baden-Württemberg (49.000), und Nordrhein-Westfalen (48.000), gefolgt von Niedersachsen mit ca. 31.000 Mitgliedern. Laut Satzung regeln die Landesverbände ihre Angelegenheiten unter Bindung an gemeinsam gefasste Beschlüsse selbst.
Mit ihrem monatlichen Mitgliedermagazin „Erziehung & Wissenschaft“ (Auflage 270.000) publiziert die GEW eine der größten Fachzeitschriften im Erziehungsbereich. Zusätzlich gibt sie die theoretische Vierteljahreszeitschrift „Die deutsche Schule“ heraus und Mitgliederzeitschriften der Landesverbände.
Die Mitglieder der GEW arbeiten in pädagogischen, sozialpädagogischen und wissenschaftlichen Berufen an verschiedenen Schularten, in Kindertagesstätten und Jugendheimen, an Hochschulen, wissenschaftlichen Instituten und Forschungseinrichtungen, an Volkshochschulen und anderen Einrichtungen der Weiterbildung sowie an Goethe-Instituten, Deutschen Auslandsschulen, Europäischen Schulen, Bundeswehrschulen und ausländischen Sprachdiplomschulen. Etwa 40 Prozent der GEW-Mitglieder sind Angestellte, 60 Prozent Beamte. Zudem ist die GEW eine überwiegend von Frauen geprägte Gewerkschaft. Auf sie entfallen 70 Prozent der Mitglieder.
Etwa 63 Prozent der GEW-Mitglieder sind im Bereich Schule organisiert, Lehrkräfte an Grundschulen, Hauptschulen, Realschulen, Gesamtschulen, Gymnasien, Internaten und Berufsschulen. In den vergangenen Jahren wurden verstärkt Erzieher, Früh- und Sozialpädagogen, Kinderpfleger und Sozialassistenten sowie Hilfskräfte als Mitglieder gewonnen.
Beschäftigte aus Kindertagesstätten wie Kinderkrippen, Kindergärten und Horten sowie Jugendheimen stellen eine wachsende Zahl der GEW-Mitglieder dar. Die Gewerkschaft setzt sich nicht nur für einen Ausbau der Einrichtungen ein, sondern auch für eine deutliche Aufwertung der Berufe.
Die GEW spricht auch die Beschäftigten an Hochschulen, wissenschaftlichen Instituten und Forschungseinrichtungen sowie in den sonderpädagogischen Berufen an.

## Ziele
Die GEW tritt für Chancengleichheit, Mitbestimmung sowie für soziale Sicherheit und Demokratie ein. Sie favorisiert das gemeinsame längere Lernen über die Grundschule hinaus nach dem Vorbild Skandinaviens und die gleiche Bezahlung der Lehrer aller Lehramtstypen.
Die Gewerkschaft macht sich für das Menschenrecht auf Bildung in einem inklusiven Bildungssystem stark. Dazu gehören Chancengleichheit und ein längeres gemeinsames Lernen. Nach wie vor aber hängen die Bildungschancen von Kindern in Deutschland vom sozialen Status der Eltern ab. Bildung müsse gesellschaftliche Ungleichheit abbauen, fordert die GEW. Es dürfe keine Aussonderung nach Herkunft und sozialer Stellung, Konfession oder Weltanschauung, Geschlecht oder Nationalität geben. Vielmehr müsse Bildung auf die allseitige Entwicklung des Menschen, auf die Entfaltung seiner körperlichen und geistigen Fähigkeiten und Talente sowie seiner sozialen Kompetenzen gerichtet sein. Die Politik habe den materiellen und personellen Rahmen für einen Umbau des ausgrenzenden und sortierenden Bildungssystems zu einem inklusiven bereitzustellen.
Die GEW setzt sich für gute Arbeitsbedingungen für die Beschäftigten, faire Bezahlung, unbefristete Arbeitsverträge und sichere Arbeitsplätze im Bildungsbereich ein. Gleichzeitig sieht sie sich als starke bildungspolitische Stimme im Land.
Das Engagement für die Entwicklung und den Ausbau eines starken demokratischen öffentlichen Bildungswesens ist zentral. Die GEW verlangt eine grundsätzlich bessere finanzielle Ausstattung des Bildungssystems. Dem gegenwärtigen System mangele es an Gerechtigkeit, denn die soziale Herkunft entscheide letztendlich über Bildungs- und Zukunftschancen. Gleichzeitig steige mit den rasanten Veränderungen in der Arbeitswelt und den globalen Herausforderungen der Bedarf nach einer guten, umfassenden Bildung für alle Menschen.
Die GEW sieht im Ausbau des Bildungswesens eine Investition in die Zukunft. Unter anderem verlangt sie für alle Kinder einen kostenlosen Platz in einer Kindertagesstätte und den Ausbau der Ganztagsangebote. Kinder und Jugendliche – mit und ohne Behinderung – müssten gemeinsame in der „Einen Schule für alle“ lernen können. Die GEW wendet sich gegen Kürzungspolitik zu Lasten der Jugend und lehnt größere Klassen oder eine Einschränkung des Förderunterrichtes ab.
Eine zunehmende Bedeutung spielen in der Praxis der GEW prekäre Beschäftigungsverhältnisse – wie man sie ansonsten aus dem Niedriglohnbereich für gering Qualifizierte kennt. Doch zunehmend greifen sie auf den gesamten Bildungssektor über: Minijobs in Kitas, befristete Lehrtätigkeit mit geringem Verdienst in der Erwachsenenbildung oder an Hochschulen, Ein-Euro-Jobs und schlecht bezahlte Zeitverträge an Volkshochschulen – und neuerdings auch an Schulen.
Die Gewerkschaft fordert volle Verhandlungs- und Mitbestimmungsrechte für alle Beschäftigten, eingeschlossen Beamte. Sie „kämpft“ für das Streikrecht für Beamte. Die GEW tritt für ein einheitliches Personalrecht im öffentlichen Dienst und die volle tarifvertragliche Absicherung aller Beschäftigten ein, vor allem auch an privaten Bildungseinrichtungen.
Seit 2009 rangen GEW und die Tarifgemeinschaft deutscher Länder (TdL) um eine bundesweite tarifliche Entgeltordnung (L-EGO) für angestellte Lehrkräfte. Im Jahr 2015 kam eine Tarifeinigung der TdL mit dem Deutschen Beamtenbund zustande. Die GEW schloss sich diesem Tarifvertrag jedoch erst nach einigen Verbesserungen im Jahr 2017 an.

## Geschichte

### Vorgängergewerkschaften und Gründungszeit
Die GEW wurde am 1. Oktober 1948 gegründet.
Der Hamburger Landesverband der GEW feierte im November 2005 regional das 200-jährige Bestehen, weil er sich in der Folge der Gesellschaft der Freunde des vaterländischen Schul- und Erziehungswesens sieht. Als weiterer Vorläufer kommt der im August 1848 in Dresden und im Herbst 1848 in Eisenach gegründete Allgemeine Deutsche Lehrerverein in Betracht, dessen Aktivität sich jedoch aufgrund der politischen Restauration ab 1849 weitgehend auf die Herausgabe der Allgemeinen deutschen Lehrerzeitung beschränkte. Er vertrat von vornherein fast ausschließlich die Lehrer der Volksschule. Ab Dezember 1871 gab es nach der Gründung des Deutschen Reiches reichsweit den Deutschen Lehrerverein (DLV) in Berlin. Die Versammlungen des Vereins, deren Besucherzahl bis gegen 5000 stieg, fanden regelmäßig statt; seit 1876 abwechselnd mit einem Delegiertentag des Deutschen und des Preußischen Landeslehrervereins, bis 1893 die Verschmelzung dieser Vereine zustande kam. Der einflussreiche Verein zählte in 45 Zweigvereinen und rund 3000 Einzelverbänden 1904 gegen 105.000 Mitglieder. Sein Organ blieb die »Allgemeine Deutsche Lehrerzeitung« (Leipzig).

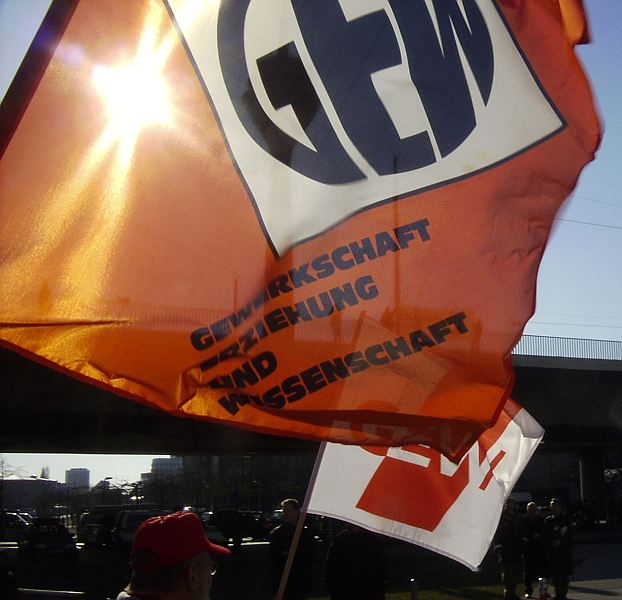
GEW Fahnen mit altem und aktuellem Logo

1919 wurde die Freie Lehrergewerkschaft Deutschlands als sozialistische Alternative zum DLV gegründet. 1933 wurden alle Gewerkschaften gleichgeschaltet und Verbände außerhalb des Nationalsozialistischen Lehrerbundes verboten.
1947 gründete sich in Detmold der Allgemeine Deutsche Lehrer- und Lehrerinnenverband für die Britische Besatzungszone, der dann 1948 in der Gewerkschaft Erziehung und Wissenschaft aufging. Sie gehörte zum DGB, und bis Oktober 1949 traten ihr die Lehrerverbände der Amerikanischen Besatzungszone außer dem BLV bei, dann die der Französischen Zone. Ab 1949 erschien bis 1971 die „Allgemeine Deutsche Lehrerzeitung“, aus der die heutige Zeitschrift „Erziehung & Wissenschaft“ hervorgegangen ist.
Mit dem BLV gab es zusammen die Arbeitsgemeinschaft Deutscher Lehrerverbände (AGDL), aus der heraus 1960 unter dem Philosophen Eugen Fink der richtungsweisende Bremer Plan zur Entwicklung des Schulwesens entstand: Entkonfessionalisierung der Volksschule, Verlängerung der Schulpflicht auf 10 Jahre in der Einheitsschule.
Die meisten Mitglieder waren Volksschullehrer, daneben Realschullehrer, eine Minderheit der Gymnasiallehrer und wenige Hochschullehrer meist aus den Pädagogischen Hochschulen. Den marginalen Kontakt zu den Hochschulen stellte u. a. unter dem Erlanger Eduard Brenner der Oberaudorfer Kreis her.

### Die GEW und der Radikalenerlass – ab 1972
Mit dem Radikalenerlass 1972 waren zahlreiche Mitglieder der GEW von einem Berufsverbot bedroht. Grundsätzlich gewährte die GEW alle Mitgliedern Rechtsschutz, die von einem Berufsverbot betroffen waren. Zugleich fasste die GEW bzw. ihre Gliederungen jedoch Unvereinbarkeitsbeschlüsse gegen Mitglieder von K-Gruppen – als erste der Landesverband Hamburg 1974 –, die zur Folge hatten, dass Betroffene, gegen die zugleich ein Tatbestand eines Unvereinbarkeitsbeschlusses vorlag, von der GEW keine rechtliche Unterstützung in Verfahren wegen des Radikalenerlasses erhielten. Den aufgrund solcher Unvereinbarkeitsbeschlüsse ausgeschlossenen Mitgliedern wurde zugleich die Mitgliedschaft in anderen DGB-Mitgliedsgewerkschaften verwehrt, indem diese untereinander Listen mit ausgeschlossenen Mitgliedern austauschten. Landesverbände, die sich gegen die Unvereinbarkeitsbeschlüsse aussprachen, wurden vom Bundesverband unter Druck gesetzt – der Landesverband Berlin der GEW wurde in der Folge 1976 sogar aus der GEW ausgeschlossen.
Zur Aufarbeitung der Rolle der GEW in Bezug auf den Radikalenerlass gründete der Landesverband Berlin auf Beschluss seiner Landesdelegiertenversammlung im April 2018 eine „Arbeitsgemeinschaft Berufsverbote“.

### Seit 1990
1990 gehörten der GEW rund 189.000 Mitglieder an. Die Mitglieder der Gewerkschaften der DDR „Unterricht und Erziehung“ sowie „Wissenschaft“ im FDGB wurden zum großen Teil in die GEW aufgenommen, so dass die Mitgliederzahl kurzfristig stark anstieg. Die GEW gilt seither als stark ostdeutsch orientierte Gewerkschaft, was sich 1997 in der Wahl von Eva-Maria Stange zur Bundesvorsitzenden niederschlug. Sie war die erste Ostdeutsche an der Spitze einer DGB-Gewerkschaft.
2012 schloss sich die GEW dem Bündnis Umfairteilen an.

## Organisation auf Bundesebene

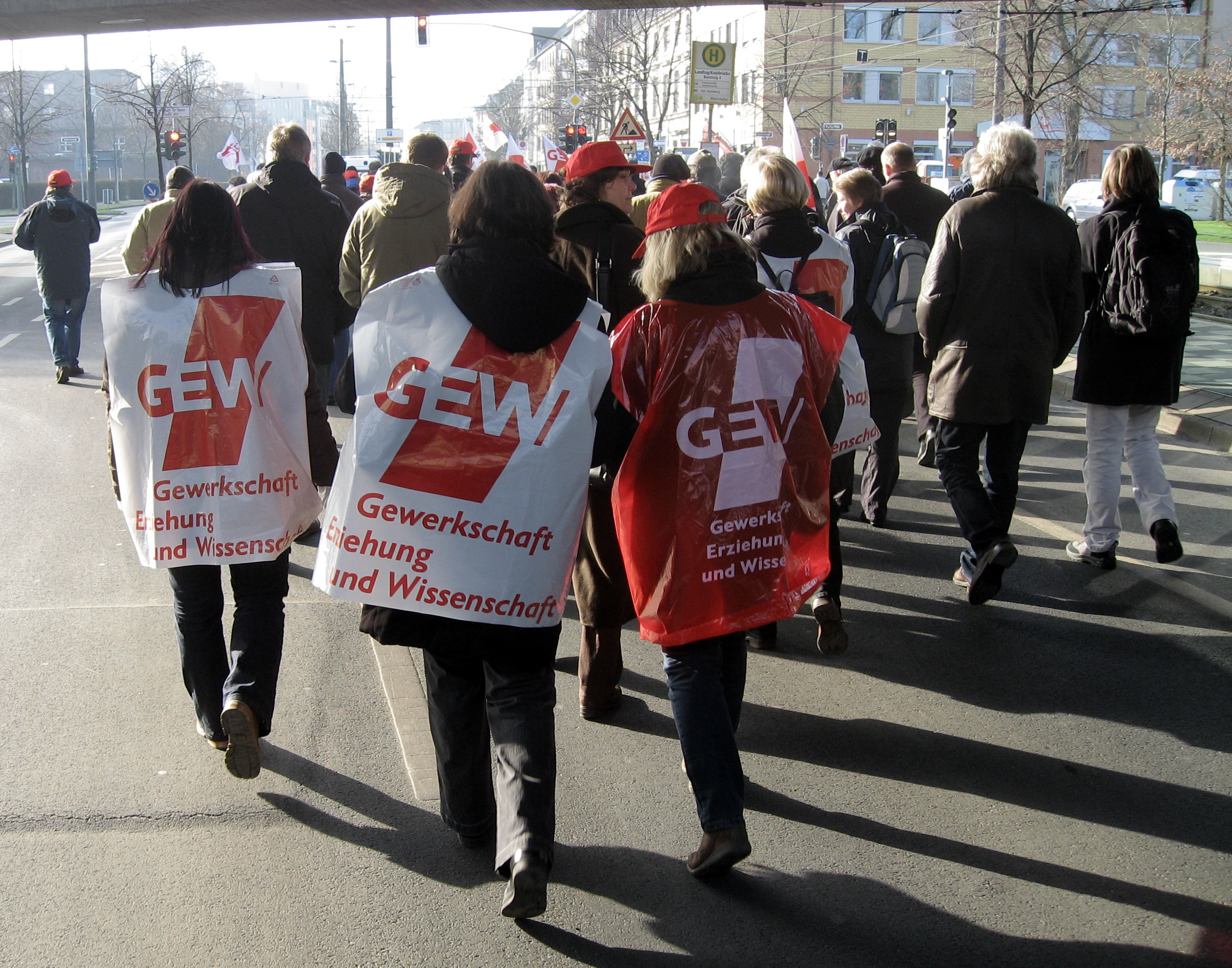
GEW-Demonstration in Düsseldorf im Januar 2009

Die geltende Satzung der GEW stammt vom 4. Juni 1968 und wurde inzwischen mehrfach geändert. Das oberste Organ der GEW ist laut Satzung der Gewerkschaftstag. Dessen etwa 400 Delegierte treten alle vier Jahre zusammen. Der Gewerkschaftstag beschließt die wesentlichen Grundsätze und Inhalte der GEW-Arbeit und wählt den Geschäftsführenden Vorstand. Das höchste beschlussfassende Gremium der GEW zwischen den Gewerkschaftstagen ist der etwa 70-köpfige Hauptvorstand. Er besteht aus dem geschäftsführenden Vorstand, den Vorsitzenden der 16 selbständigen Landesverbände sowie den Vertretern der Fach-,Bild Arbeits- und Personengruppen innerhalb der Gewerkschaft. Dem Geschäftsführenden Vorstand gehören acht stimmberechtigte Mitglieder an. Ihm untersteht die Geschäftsstelle des Hauptvorstandes in Frankfurt am Main.
Auf dem 27. Gewerkschaftstag der GEW 2013 wurde die Hauptschullehrerin Marlis Tepe aus Schleswig-Holstein mit 52,4 Prozent der Delegiertenstimmen zur neuen Bundesvorsitzenden der GEW gewählt. Zu Tepes Stellvertreter wählte der Gewerkschaftstag den Leiter des Organisationsbereiches Hochschule und Forschung der GEW, Andreas Keller. 2021 wurde Maike Finnern als neue Vorsitzende gewählt.
Schatzmeister Nick Strauss verwaltet die Kasse der GEW. Der monatliche Mitgliedsbeitrag richtet sich nach dem tarifvertraglich vereinbarten Einkommen. Bei Beamten beträgt er 0,78 Prozent der Besoldungsgruppe und Stufe, bei Angestellten 0,73 Prozent der Entgeltgruppe und Stufe. Für Angestellte, deren Bezahlung nicht tariflich geregelt ist, gelten 0,7 Prozent des vereinbarten Bruttoverdienstes, für Freiberufler 0,55 Prozent des Honorars. Leistungszulagen, Weihnachts- und Urlaubsgeld etc. bleiben unberücksichtigt. Teilzeitbeschäftigte entrichten einen reduzierten Beitrag, ebenso Rentner, Pensionäre, Studenten, Auszubildende und Arbeitslose.
Frauen haben einen besonderen Stellenwert in der GEW: Die meisten Beschäftigten im Bildungsbereich sind Frauen. Dadurch liegt der Frauenanteil unter den Mitgliedern mit etwa 70 Prozent weit über dem anderer Gewerkschaften: Die Stärken von Frauen durch die gewerkschaftliche Arbeit zu unterstützen und sie in diese einzubeziehen, ist Ziel der GEW-Frauenpolitik. Im Mittelpunkt der Aktivitäten stehen die Interessenvertretung der weiblichen Beschäftigten, gleiche Chancen am Arbeitsplatz, geschlechtergerechte Bildungspolitik und geschlechterbewusste Pädagogik, eine gleichstellungsorientierte Gesellschaftspolitik sowie die bessere Vereinbarkeit von Familie und Beruf. Die praktische Umsetzung liegt in den Händen des Bundesfrauenausschusses und des für Frauen, Gleichstellungs- und Geschlechterpolitik verantwortlichen Vorstandsmitglieds. Seit dem Gewerkschaftstag 2013 ist das Frauke Gützkow. Frauenpolitik ist im übrigen Querschnittsaufgabe der verschiedenen Vorstandsbereiche.

### Bildungsbereiche
Als Bildungsgewerkschaft sieht die ihre Zuständigkeit in den Bildungsbereichen Kindertagesstätten, Schule, Jugendhilfe, Berufliche Bildung, Wissenschaft und Weiterbildung.
Nach wie vor arbeitet das Gros der GEW-Mitglieder an Schulen. Nach Ansicht der GEW soll die Schule den  Schülern „Zeit und Raum geben, eigene Erfahrungen zu machen und gemeinsam aus der Vielfalt dieses Erlebens eigenes Wissen zu schöpfen.“ Sie tritt für ein „demokratisch verfasstes und der Chancengleichheit verpflichtetes Schulwesen“ ein. Die GEW fordert Inklusion, längeres gemeinsames Lernen, kleinere Klassen sowie eine adäquate Bezahlung der Lehrkräfte. Flächendeckende Vergleichsarbeiten (VerA) für die 3. Klassen kritisiert die GEW als nicht lebensnah, nicht kindgemäß, nicht den Lehrplänen entsprechend. Ähnliche Kritik äußert die Gewerkschaft an der Schulstruktur. Jahr für Jahr werde für eine halbe Million Jugendlicher aus Haupt- und Förderschulen der Start in eine berufliche Ausbildung zum Fehlstart. Auch gegenüber der „Leistungsspitze“ am Gymnasium nimmt die GEW eine kritische Positionierung ein, da Deutschland hier gegenüber anderen Industrienationen weit zurück liege. Die GEW sieht hierbei eine zu frühe Selektion, bei der die Bildungspotenziale der Schüler nach ihrer Ansicht nicht optimal genutzt würden; stattdessen sollten Kinder und Jugendliche die bestmögliche individuelle Förderung erhalten. Den Organisationsbereich Schule verantwortet Anja Bensinger-Stolze.
Die berufliche Bildung hat für die Gewerkschaft traditionell einen besonderen Stellenwert. Die GEW organisiert auch die meisten Berufsschullehrer. Sie fordert ein Grundrecht auf Berufsausbildung und eine Ausbildungsgarantie für alle Jugendlichen. Eine gute Ausbildung, Arbeit und ein auskömmliches Einkommen seien Grundvoraussetzungen für die individuelle Entwicklung, eine eigenständige Existenzsicherung und die gesellschaftliche Teilhabe eines jeden Menschen. Gleichzeitig werde die Weiterbildung immer wichtiger. Die GEW bedauert, dass Kurse im Rahmen von Maßnahmen der aktiven Arbeitsmarktpolitik nicht als Bildung angesehen werden. Hart kritisiert die Gewerkschaft die Vergabe von Bildungsangeboten nach reinen Marktprinzipien. Das geschehe nur allzu oft zu Lasten der Qualität und einer fairen Bezahlung der Lehrkräfte. Der Weiterbildungsbereich gilt der GEW inzwischen als Einfallstor für prekäre Arbeit: Viele Akademiker mache ihre Lehrtätigkeit zu Minihonoraren in der Weiterbildung zu pädagogischen Tagelöhnern. Geführt wird der Organisationsbereich Berufliche Bildung und Weiterbildung von Ralf Becker.
Für den Bereich „Hochschule und Forschung“ fordert die GEW umfassende Änderungen im Rahmen einer Reform des gesamten Bildungssystems. Ihr wissenschaftspolitisches Programm von 2009 steht unter dem Motto „Wissenschaft demokratisieren, Hochschulen öffnen, Qualität von Forschung und Lehre entwickeln, Arbeits- und Studienbedingungen verbessern“. Es verlangt die Weiterentwicklung des BAföG zu einem elternunabhängigen Studienhonorar, paritätische Mitbestimmung in allen Hochschulgremien, die familienfreundliche Gestaltung von Forschung, Lehre und Studium, eine aktive Gleichstellungspolitik, einen Kurswechsel im Bologna-Prozess sowie eine gleichermaßen hochwertige und einheitlich lange Lehramtsausbildung. Im „Templiner Manifest“ von 2011 spricht sich die GEW für „Dauerstellen für Daueraufgaben“, berechenbare Karrierewege und tarifvertraglich ausgehandelte Beschäftigungsbedingungen aus. 2012 empfahl sie im „Herrschinger Kodex“ den Hochschulen und Forschungseinrichtungen, sich zu stabilen Beschäftigungsbedingungen und berechenbaren Karrierewegen zu verpflichten. Leiter des Organisationsbereiches ist Andreas Keller. Seit 2013 ist Keller zugleich stellvertretender Vorsitzender der GEW.
Experten erwarten, dass die Kommunen in den nächsten Jahren für jedes zweite Kind unter drei Jahren einen Platz in einer Kindertagesstätte bereithalten müssen. Sorgen macht der GEW dabei der akute Mangel an pädagogischen Fachkräften. Überfällig sei eine deutliche Aufwertung des Berufes – fachlich und bei der Bezahlung. Angesichts der sehr unterschiedlichen Bedingungen in den Bundesländern plädiert die GEW für ein Bundesqualitätsgesetz für Kitas, um einheitliche Standards zu setzen. Die Ausbildung von Erzieherinnen, Kindheitspädagoginnen und Sozialarbeiterinnen gestaltet sie selbst mit. Bei der Weiterentwicklung des Bildungssystems hin zu einem konsistenten Gesamtsystem von Bildung, Erziehung und Betreuung spielen aus Sicht der GEW die Themen Schulsozialarbeit, Ganztagsschule und die Kooperation von Jugendhilfe und Schule eine herausragende Rolle. Die Schulsozialarbeit habe sich als wirksame Form der Kooperation von Jugendhilfe und Schule bewährt. Doreen Siebernik leitet im Geschäftsführenden Vorstand diesen Bereich.

### Beamte und Tarifbeschäftigte
60 Prozent der Mitglieder stehen in einem Beamtenverhältnis. Die GEW vertritt diese im Rahmen des DGB als beamtenpolitische Spitzenorganisation in Bund und Ländern. Im Bereich des öffentlichen Dienstes besteht eine Tarifgemeinschaft mit ver.di und den übrigen DGB-Gewerkschaften im öffentlichen Dienst. Lehrkräfte betreffende Themen bearbeitet die GEW eigenständig. 2006 trat der Tarifvertrag für den öffentlichen Dienst der Länder (TV-L) in Kraft. Er gilt für die Tarifbeschäftigten mit Ausnahme von Hessen. Hessen verfügt seit 2009 über einen eigenen Tarifvertrag. Der TV-L ist ähnlich strukturiert wie der Tarifvertrag für den öffentlichen Dienst (TVöD) für die Beschäftigten beim Bund und den Kommunen. TVöD und TV-L haben den seit 1961 geltenden Bundesangestelltentarifvertrag (BAT) abgelöst. Ergänzend schließt die GEW Tarifverträge mit Trägern der Weiterbildung sowie dem Sozial- und Erziehungsdienst ab. Seit Sommer 2012 gilt eine Lohnuntergrenze für Lehrkräfte in der Weiterbildung. Die GEW hat diese mit ausgehandelt. Sie liegt 2021 bei 17,03 Euro für Beschäftigte mit Studienabschluss, Meisterprüfung oder ähnlicher Qualifikation. Die Tarif- und Beamtenpolitik leitet Daniel Merbitz.

### Arbeitsgruppen
Neben den zentralen Organisationsbereichen existieren diverse Ausschüsse und Arbeitsgruppen.
Der Bundesausschuss Migration, Diversity, Antidiskriminierung (BAMA) steht für die interkulturelle Öffnung von Gewerkschaft und Gesellschaft. Ziel ist die gleichberechtigte Teilhabe aller Menschen entsprechend der Menschenrechte. Der BAMA setzt sich seit 1987 für eine verstärkte interkulturelle Bildung und Erziehung durch eine inklusive Werteerziehung und die Anerkennung von Mehrsprachigkeit ein. Er beschäftigt sich mit der Fortentwicklung interkultureller Konzepte und gewerkschaftlicher Positionen. Ihm gehören je ein Mitglied jedes Landesverbandes sowie Vertreter von Fachgruppen an.
In der Arbeitsgemeinschaft Jugendliteratur und Medien (AJuM) arbeiten Lehrer, Erzieher und Mitarbeiter. Landesstellen der AJuM gibt es in zwölf Landesverbänden. Ihre Mitglieder rezensieren Kinder- und Jugendmedien, organisieren Fortbildungen, geben Publikationen heraus und vergeben den Heinrich-Wolgast-Preis der GEW für Kinder- oder Jugendmedien. Außerdem beraten sie in Fragen der Kinder- und Jugendliteratur und der Schulbibliothek.
Die GEW hat zwei Jugendorganisationen:
1. Die Junge GEW (junge Menschen im Bereich Bildung, Erziehung und Wissenschaft bis 35 Jahre)[24] und den
2. GEW-Studis (Studierende).[25]

Die Junge GEW und die GEW-Studis sind Mitglied in der DGB-Jugend.

## Stiftungen
Die GEW hat 1960 die Max-Traeger-Stiftung gegründet, benannt nach dem ersten GEW-Vorsitzenden im Jahr 1947, dem Hamburger FDP-Bildungspolitiker Max Traeger. Ziel dieser Stiftung ist die Förderung der wissenschaftlichen Erforschung der Erziehungswirklichkeit, der Schulwirklichkeit und der Hochschulwirklichkeit. Gefördert werden Forschungsprojekte und wissenschaftliche Publikationen. Die kleine Stiftung wird aus den Einnahmen der Mitglieder des Geschäftsführenden Vorstands der GEW sowie aus Beiträgen der GEW-Mitglieder gespeist. Der Bundesausschuss der Studentinnen und Studenten – heute „Bundesausschuss GEW-Studierende“ – kritisierte 2016 in einem offenen Brief die mangelnde Auseinandersetzung der Gewerkschaft mit dem Namensträger der Stiftung, insbesondere wegen dessen Funktion im Nationalsozialistischen Lehrerbund. Zur Aufarbeitung des eigenen NS-Erbes beauftragte die GEW daraufhin die Historiker Jörn-Michael Goll und Detlev Brunner mit einer Studie. 2022 beschloss der Gewerkschaftstag die Umbenennung der Stiftung.
Daneben gibt es den Heinrich-Rodenstein-Fonds, das Bildungs- und Förderungswerk und die Initiative „Fair Childhood – GEW-Stiftung Bildung statt Kinderarbeit“.

## Partner und Konkurrenz
Die GEW gehört dem Deutschen Gewerkschaftsbund an. Dessen Mitgliedsgewerkschaft ver.di vertritt ebenfalls Mitarbeiter von Hochschulen, außeruniversitärer Forschung und Weiterbildung sowie aus dem Sozial- und Erziehungsbereich. Außerhalb der DGB-Gewerkschaften konkurriert die GEW – vor allem im Bereich der Lehrkräfte aus allen Schulformen – mit konfessionellen, regionalen und schulartspezifischen Organisationen. Von diesen sind viele ihrerseits im Deutschen Beamtenbund organisiert. Unterschiede bestehen vor allem in den Positionen zum Streikrecht für Beamte und zur Angleichung von Arbeitszeit und Besoldung. Außerdem favorisiert die GEW im Gegensatz zu anderen Lehrerverbänden das gemeinsame längere Lernen nach dem Vorbild Skandinaviens und tritt für eine stärkere Inklusion ein.

## Mitgliederzeitung
- E&W Erziehung und Wissenschaft. Zeitschrift der Bildungsgewerkschaft GEW[33]

## Vorsitzende der GEW
- 1947–1952: Max Traeger
- 1952–1958: Bernhard Plewe
- 1958–1960: Max Traeger
- 1960–1968: Heinrich Rodenstein
- 1968–1981: Erich Frister
- 1981–1997: Dieter Wunder
- 1997–2005: Eva-Maria Stange
- 2005–2013: Ulrich Thöne
- 2013–2021: Marlis Tepe
- seit Juni 2021: Maike Finnern